# J. T. Meirelles
João Theodoro Meirelles (Rio de Janeiro, 10 de outubro de 1940 - Rio de Janeiro, 3 de junho de 2008), mais conhecido como J. T. Meirelles, foi um saxofonista, arranjador e compositor brasileiro. 
Foi um dos principais nomes do estilo samba-jazz - fusão dos gêneros musicais samba e jazz, que surgiu no Brasil na década de 1960.

## Carreira artística
Meirelles iniciou sua carreira profissional aos 17 anos, tocando saxofone no conjunto de João Donato. Mudou-se para São Paulo, onde atuou com o pianista Luís Loy. Aos 23 anos, Meirelles foi o arranjador de canções do disco "Samba Esquema Novo" (1963), do então estreante Jorge Ben, entre as quais "Mas que Nada", o primeiro sucesso de Ben e uma das músicas brasileiras mais gravadas no mundo.
Com a grande repercussão no trabalho com Jorge Ben, Meirelles recebeu convite, por parte do produtor musical Armando Pittigliani, da Companhia Brasileira de Discos (atualmente Universal Music), para integrar o cast de artistas da gravadora. Desta maneira, Meirelles pôde fazer seus próprios discos instrumentais, sem pressões comerciais ou artísticas por parte de gravadora.. De volta ao Rio de Janeiro, Meirelles recrutou talentosos músicos ligados à bossa nova - Luiz Carlos Vinhas, Dom Um Romão, Manoel Gusmão e Pedro Paulo - e formou o conjunto instrumental "Os Copa 5", que lançou o álbum "O Som" (1964) e com o qual se apresentou no Bottle's Bar do Beco das Garrafas, executando suas próprias composições. No ano seguinte, produziu "O Novo Som", com uma formação totalmente renovada, que teve Eumir Deodato, Edison Machado, Roberto Menescal e Waltel Branco.
Depois de 1965, Meirelles passaria um longo período sem compor. O músico voltou a cena somente em 2002, com o lançamento de "Samba-Jazz", com dez novas composições. Em 2005, veio "Esquema novo", com quatro faixas inéditas e regravações de sua carreira.
Em junho de 2008, aos 67 anos, João Theodoro faleceu em decorrência de problemas no estômago.